# Geai nain
Cyanolyca nanus
Espèce
Statut de conservation UICN

 NT  : Quasi menacé
Répartition géographique
Le Geai nain (Cyanolyca nanus, anciennement Cyanolyca nana) est une espèce d'oiseaux de la famille des Corvidae.

## Répartition
Cet oiseau est endémique du sud-est du Mexique.